# Talang Suka Maju
Talang Suka Maju is een bestuurslaag in het regentschap Indragiri Hulu van de provincie Riau, Indonesië. Talang Suka Maju telt 1646 inwoners (volkstelling 2010).